# Fetornitíneos
Fetornitíneos (nome científico: Phaethornithinae) é uma subfamília de beija-flores tropicais e subtropicais que compreende de 30 a 40 espécies em seis gêneros. Ela ocorrem do sul do México, através da América Central, até a América do Sul até o norte da Argentina.
A plumagem geralmente envolve verde, marrom, vermelho ou cinza. A maioria das espécies mostra alguma iridescência verde ou bronze nas costas, mais é muito menos visível do que na maioria dos outros beija-flores. As plumagens dos machos e das fêmeas são bastante similares, com diferenças limitadas a detalhes da forma do bico, a forma da cauda e/ou a intensidade das cores. A maioria das espécies de rabo-branco não mostra o dimorfismo sexual normalmente associado aos beija-flores; a espécie Phaethornis guy é uma exceção.
Rabos-brancos do gênero-tipo, Phaethornis, têm um bico longo e recurvado (três espécies, P. koepkeae, P. philippii e P. bourcieri, possuem bicos virtualmente retos) com a base da mandíbula inferior vermelha ou amarela e as duas penas centrais da cauda são alongadas e com a ponta branca, cor de couro ou ocre. A coroa da cabeça é plana, e duas listras faciais pálidas compõem uma máscara escura.
A maioria dos rabos-brancos são restritos à borda de mata, a baixas alturas e à floresta secundária, mais algumas espécies (por exemplo o rabo-branco-acanelado) também ocorrem em lugares mais abertos.
Muitas espécies de rabos-brancos formam leks e se reúnem em exibições que as fêmeas visitam para escolher um parceiro. Os machos de rabos-brancos são geralmente menos agressivos que machos de outras espécies de beija-flor, embora os dois sexos defendam seu território de alimentação.
A maioria dos rabos-brancos estão associados a helicônias, mas utilizam outras fontes de néctar (flores de Centropogon, Passiflora, Costus, etc.). Em menor grau, eles podem capturar pequenos artrópodes. Os bicos longos e recurvados típicos dos rabos-brancos são adaptações para certas flores. Isso é levado ao extremo nas duas espécies do gênero Eutoxeres, nas quais os bicos são muito recurvados. Muitas espécies, incluindo o balança-rabo-de-bico-torto, também usam as helicônias para nidificar, fixando seus ninhos cônicos na parte de baixo das amplas folhas dessas plantas.
A taxonomia de alguns grupos tem mudado significativamente nos últimos anos. Além dessas questões discutidas no Phaethornis, um problema taxonômico ocorre com o complexo Threnetes leucurus/T. niger. Schuchmann & Hinkelmann (1999) considerou T. niger uma variante melanística de T. leucurus, mas como o primeiro foi descrito anteriormente, seu nome científico foi adotado para a espécie inteira. Isso, no entanto, não foi aceito por todas as autoridades, a AOU, considerou T. niger e T. leucurus como espécies válidas. Adicionalmente, Mallet-Rodrigues (2006) sugeriu que o táxon loehkeni deveria ser considerado uma espécie válida.
Três espécies adicionais, o Androdon aequatorialis, o Doryfera ludovicae e D. johannae, eram incluídas nesta subfamília mas agora estão encaixadas na subfamília Trochilinae.

## Espécies em ordem taxonômica
| Imagem | Gênero                     | Espécie |
| ------ | -------------------------- | --- |
|        | Ramphodon Lesson, 1830     | - Beija-flor-rajado, Ramphodon naevius |
|        | Eutoxeres Bourcier, 1847   | - Eutoxeres aquila - Eutoxeres condamini |
|        | Glaucis Boie, 1831         | - Balança-rabo-canela, Glaucis dohrnii - Balança-rabo-de-bico-torto, Glaucis hirsuta - Glaucis aenea |
|        | Threnetes Gould, 1852      | - Threnetes ruckeri - Balança-rabo-escuro, Threnetes niger - Threnetes (niger) leucurus - Threnetes (niger) loehkeni |
|        | Anopetia Simon, 1918       | - Rabo-branco-de-cauda-larga, Anopetia gounellei |
|        | Phaethornis Swainson, 1827 | - Rabo-branco-pequeno, Phaethornis squalidus - Rabo-branco-do-rupununi, Phaethornis rupurumii - Rabo-branco-de-garganta-escura, Phaethorni aethopyga - Phaethornis longuemareus - Rabo-branco-mirim, Phaethornis idaliae - Besourão-de-sobre-amarelo, Phaethornis nattereri - Phaethornis (nattereri) maranhaoensis - Phaethornis atrimentalis - Phaethornis striigularis - Rabo-branco-de-garganta-cinza, Phaethornis griseogularis - Rabo-branco-rubro, Phaethornis ruber - Phaethornis stuarti - Rabo-branco-de-barriga-fulva, Phaethornis subochraceus - Rabo-branco-cinza-claro, Phaethornis augusti - Rabo-branco-acanelado, Phaethornis pretrei - Rabo-beranco-de-garganta-rajada, Phaethornis eurynome - Phaethornis anthophilus - [Rabo-branco-cinza]], Phaethornis hispidus - Phaethornis yaruqui - Phaethornis guy - Phaethornis syrmatophorus - Phaethornis koepckeae - Rabo-branco-amarelo, Phaethornis philippii - Rabo-branco-de-bico-reto, Phaethornis bourcieri - Phaethornis longirostris - Phaethornis mexicanus - Rabo-branco-de-bigodes, Phaethornis superciliosus - Besourão-de-bico-grande, Phaethornis malaris - Rabo-branco-de-margarette, Phaethornis margarettae |